# Tribunal de Primera Instancia de Puerto Rico
El Tribunal de Primera Instancia de Puerto Rico es una autoridad jurídica para entender casos, tanto en materia civil o criminal bajo las leyes del Estado Libre Asociado de Puerto Rico y su constitución. Está compuesto por jueces o juezas municipales y superiores, los cuales son nombrados por el gobernador de Puerto Rico y confirmados por el Senado. 
Es un tribunal de jurisdicción original general con autoridad para actuar en todo tipo de procedimiento judicial, civil o criminal, bajo las leyes y la Constitución del Estado Libre Asociado de Puerto Rico.
Composición:
El Tribunal de Primera Instancia está compuesto por jueces(zas) superiores y jueces(zas) municipales. Los jueces y juezas de la subsección de Primera Instancia son nombrados por el gobernador con el consejo y consentimiento del Senado. Los jueces y juezas superiores, así como los municipales son nombrados por un término de doce (12) años.
Funcionamiento:
El Tribunal de Primera Instancia está dividido, para fines administrativos, en trece (13) regiones judiciales que cubren todas sus dependencias: salas de las secciones Superior y Municipal, las cuales se distribuyen entre los setenta y ocho (78) municipios de la Isla. En cada cabecera de región judicial existe una sala de la Sección Superior. Las trece (13) regiones judiciales son: San Juan, Bayamón, Arecibo, Aguadilla, Mayagüez, Ponce, Guayama, Humacao, Caguas, Aibonito, Utuado, Carolina y Fajardo.
Competencia:
El Tribunal de Primera Instancia atiende en materia civil todos los asuntos de: derecho de familia, derecho laboral, sucesiones, derecho constitucional, derecho administrativo, derecho corporativo, derecho hipotecario, derecho de obligaciones y contratos, daños y perjuicios, acciones relacionadas con toda clase de contribuciones, casos de expropiaciones, recursos legales especiales y extraordinarios, procedimientos para poner en vigor las determinaciones de las agencias administrativas, o para impugnar o poner en vigor los laudos arbitrales en cualquier materia y, cualquier otro asunto civil.
En lo criminal, este Tribunal atiende todos los casos por delito grave y menos grave, así como toda infracción a las ordenanzas municipales.
- Datos: Q6152392